# リヴィアン
リヴィアン・オートモーティヴ（Rivian Automotive, Inc.）は、2009年に設立されたアメリカ合衆国の電気自動車メーカー、自動車テクノロジー企業。リヴィアン社は、電動式のスポーツ用多目的車（SUV）とピックアップトラックを「スケートボード」（Skateboard）と呼ばれる汎用性のある次世代式プラットフォーム上に組み立てて製造する。これらのクルマは、オンロード、オフロード共に走行できるように設計されている。また、Amazonと提携し、Amazon配達用の電動式バンの製造を引き受けている。リヴィアン社は、2023年までにアメリカ合衆国とカナダで専用の充電インフラを整備する計画がある。
リヴィアン社はカリフォルニア州アーバインを本拠地とし、イリノイ州ノーマルに製造工場を有し、その他パロアルト、カーソン、プリマス、ウィットマン、カナダのバンクーバー、イギリスのウォキングに施設がある。加えて、ジョージア州に50億ドルをかけて工場を建設する計画がある。

## 歴史
|      | 自動車メーカー          | 時価総額   |
| ---- | ----------------------- | ---------- |
| 01位 | テスラ                  | 0001兆ドル |
| 02位 | トヨタ自動車            | 2894億ドル |
| 03位 | フォルクスワーゲン      | 1401億ドル |
| 04位 | 比亜迪 (BYD)            | 1302億ドル |
| 05位 | ゼネラルモーターズ (GM) | 0861億ドル |
| 06位 | リヴィアン              | 0859億ドル |
| 07位 | フォード・モーター      | 0774億ドル |
| 08位 | 長城汽車                | 0720億ドル |
| 09位 | ルシード・モータース    | 0660億ドル |
| 10位 | 上海蔚来汽車 (NIO)      | 0650億ドル |

幻のスポーツクーペR1と創業者RJスカリンジ。2011年。

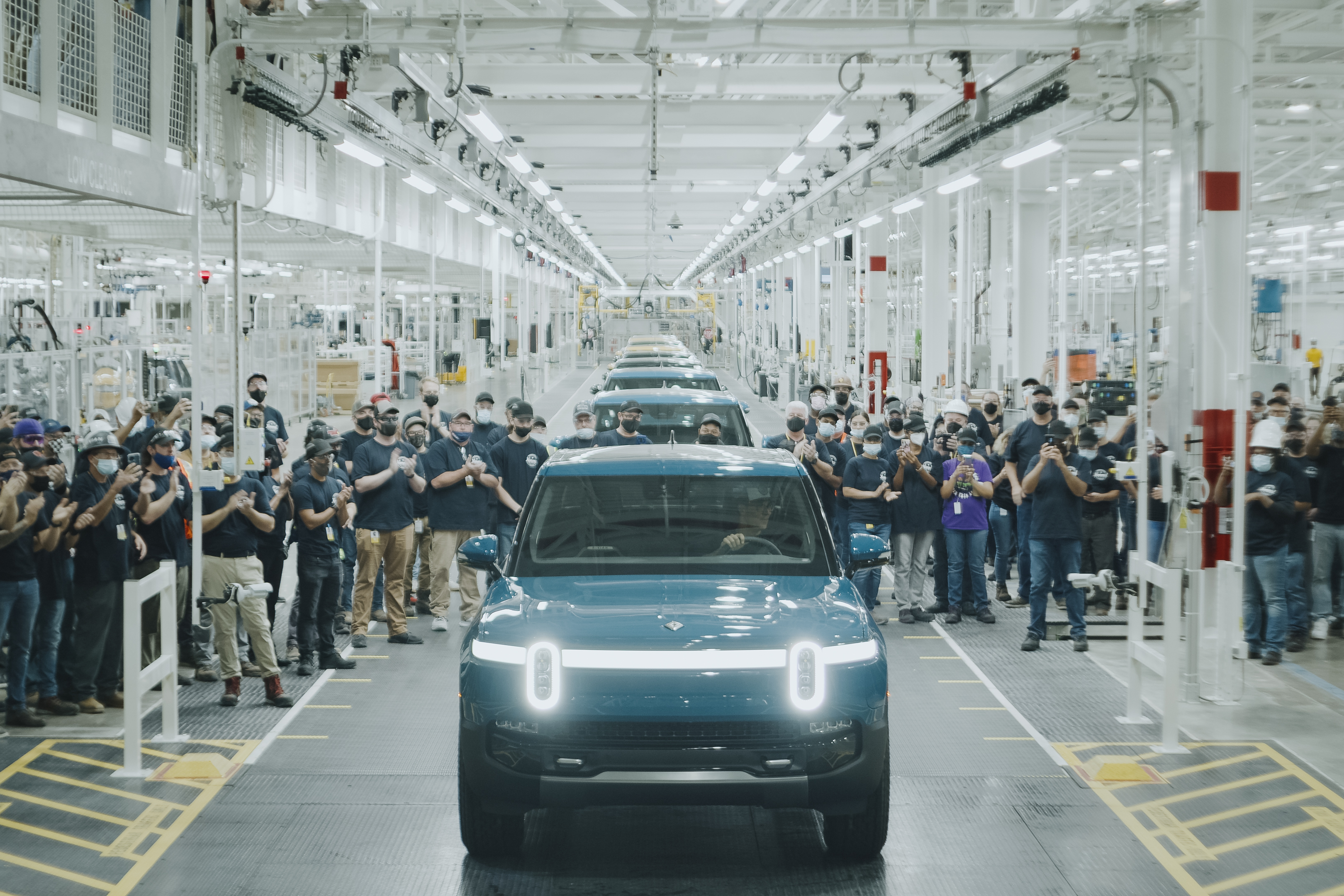
イリノイ州ノーマル工場にて、初出荷が見届けられる顧客向け「R1T」。2021年9月。彼らのクルマのマスクは縦長のヘッドランプに特徴がある。

この会社は2009年に「Mainstream Motors」としてロバート "RJ" スカリンジ（Robert "RJ" Scaringe）によって設立された。のちに「Avera Automotive」に社名を変更し、2011年に「Rivian Automotive」に再度変更し、車両自動化と電気自動車を事業の中心とした。
創業者のRJスカリンジは子供の頃、エンジン組み立てなどポルシェのクルマのレストアを手伝って育ち、クルマが好きだった。それと同時に自然が好きで、アウトドア派の人物である。そのため環境問題に高い関心を持ち、EVメーカー設立につながったとされる。バラク・オバマ大統領時代、スカリンジは行動力と持続性を讃えられ、「Champion of Change」賞を受賞した。
最初のモデル「R1」はスポーツカーにする計画であった。そのクルマはミッドエンジンハイブリッドクーペとしてピーター・スティーヴンスにより設計された、米国市場向けのプロトタイプであった。レース用には「R1GT」を構想していた。しかし、リヴィアン社は、米国の自動車産業界により大きなインパクトを与える企業努力をして再始動することを目指し、2011年の末にR1の計画は見合わせとなった。
2015年にリヴィアン社は巨額の投資が得られると共に目覚ましい成長を遂げ、ミシガン州とサンフランシスコ・ベイエリアに研究施設を立ち上げた。これに続いて、リヴィアン社は電動式の自動運転車両に事業を特化し始め、関連製品のネットワーク構築が目的とされた。そしてまた、プロトタイプを「ライドシェアリングおよびドライバーレスカーのマーケット」に向けたものにギアを入れなおした。
2015年から2016年の間、リヴィアン社は第2世代と位置付ける車両を開発中であった。第2世代のクルマはデザインの完成度が不十分で、2016年末から2017年にデザインを刷新した。ジープのトップデザイナーを務めていたジェフ・ハムード（Jeff Hammoud）を登用したのが2016年のことである。ハムードは、スカリンジの持つ未来像や才能に惚れ込み、ジープを退職してスカリンジのもとで働くことを決意した。ハムードによってデザインは格段に向上した。モダンスタイルのボディになり、内装の各所に木材が使用され、ダッシュボードの木製フレームが際立っている。
2016年、リヴィアン社は三菱自動車工業子会社ミツビシ・モーターズ・ノース・アメリカ・インクがイリノイ州ノーマルで操業していた工場の買収交渉を試みていた。2017年1月、リヴィアン社は工場と工場内の設備を1600万ドルで買い取り、この工場は北米におけるリヴィアン社の主たる製造工場になった。三菱自が2015年まで北米で唯一稼働させていたこの工場は、三菱自動車のSUV「アウトランダー・スポーツ」を生産していた近代的で設備も充実した工場である。スカリンジCEOは、この工場買収を「非常にラッキー」な出来事と受け止めている。三菱時代の従業員の一部はリヴィアン社の工場となったのちもここで働いている。
2017年12月、リヴィアン社は電動ピックアップトラックと電動SUVを発表した。それぞれ「A1T」、「A1C」という仮の名称で呼ばれた。プロトタイプ「A1T」はカリフォルニア州の町中におけるテスト走行や充電が目撃され、元フォード社のチーフエンジニアを擁して開発された。このプロトタイプは、リヴィアン社の「スケートボード」プラットフォームの上にフォード社のピックアップトラック「F-150」のボディーを載せたものであった。
2018年11月、ピックアップトラックとSUVは「R1T」、「R1S」に改名され、ロサンゼルスオートショーで披露された。
2021年9月、電動ピックアップトラック「R1T」がイリノイ州ノーマル工場から初出荷された。
2021年11月10日に新規株式公開（IPO）で135億ドルの資金を調達したリヴィアン社は、これまでにアブドゥル・ラティフ・ジャミール社（Abdul Latif Jameel）、住友商事、Amazon、フォード社、ブラックロック社の運営ファンド、ソロス・ファンド・マネジメント社、フィデリティ・インベストメンツ社などから出資を受けている。リヴィアン社の開発計画は一般公開するまでの間じゅう秘密主義を貫き通し、結果的には予想以上に資金が調達できたが、「君たちはほんとうにちゃんとやっているのか」、「たった3人くらいでガレージの中ででもやってるんじゃないか」などと訝しがられることもあった。2018年初頭に約250人であった従業員は、2019年2月の段階で約750人に増加し、2020年11月に3000人を超え、2021年11月の段階で9000人以上と公表されている。投資家の間でリヴィアン社はテスラ社の主要な競争相手と見なされている。年間生産能力100万台を突破しているテスラ社のCEOイーロン・マスクは「何百社もの自動車関連のスタートアップが誕生したが、過去100年間で大量生産とプラスのキャッシュフローを両立させた米国の自動車メーカーはテスラだけだ」と対抗心を燃やしている。
フォード社はリヴィアン社とのEV共同開発計画があったが、2021年11月、出資関係は維持したまま共同開発計画は白紙撤回されることが発表された。その理由とは、2019年に出資した当時に比べて多方面で両社の方向性が変化したことである。この共同計画の一環としてリヴィアン社のプラットフォームを使用した電動の「リンカーン」が候補になっていたが、2020年4月に中止が発表され、この時の中止は新型コロナウイルス感染症の世界的流行が要因であることが示唆されている。予定ではSUVの電動リンカーンであった。フォード社は単独で電動リンカーンを開発することとなった。
2021年の「R1T」と「R1S 」は年内目標生産台数1200台のうち1015台が生産された。同年12月中旬時点で、この2車種は約7万1000台の事前予約が入っている。Amazon向け配達用バンは、受注済み10万台のうち最初の10台が2021年に引き渡しとなった。リヴィアン社は2022年から一般向け配達用バンの受注を開始する。
2022年、メルセデス・ベンツとバン型EVの生産で戦略的提携を結ぶために了解覚書（MOU）に署名。両社は、EVバン製造が目的の合弁会社を設立する。メルセデス・ベンツのEVプラットフォームVAN.EAベースとリヴィアンのプラットフォームRivian Light Van（RLV）ベースの車両を作る計画で生産ラインを共有などにより、投資効率化やコスト削減を図る予定。

## 車種

### R1T

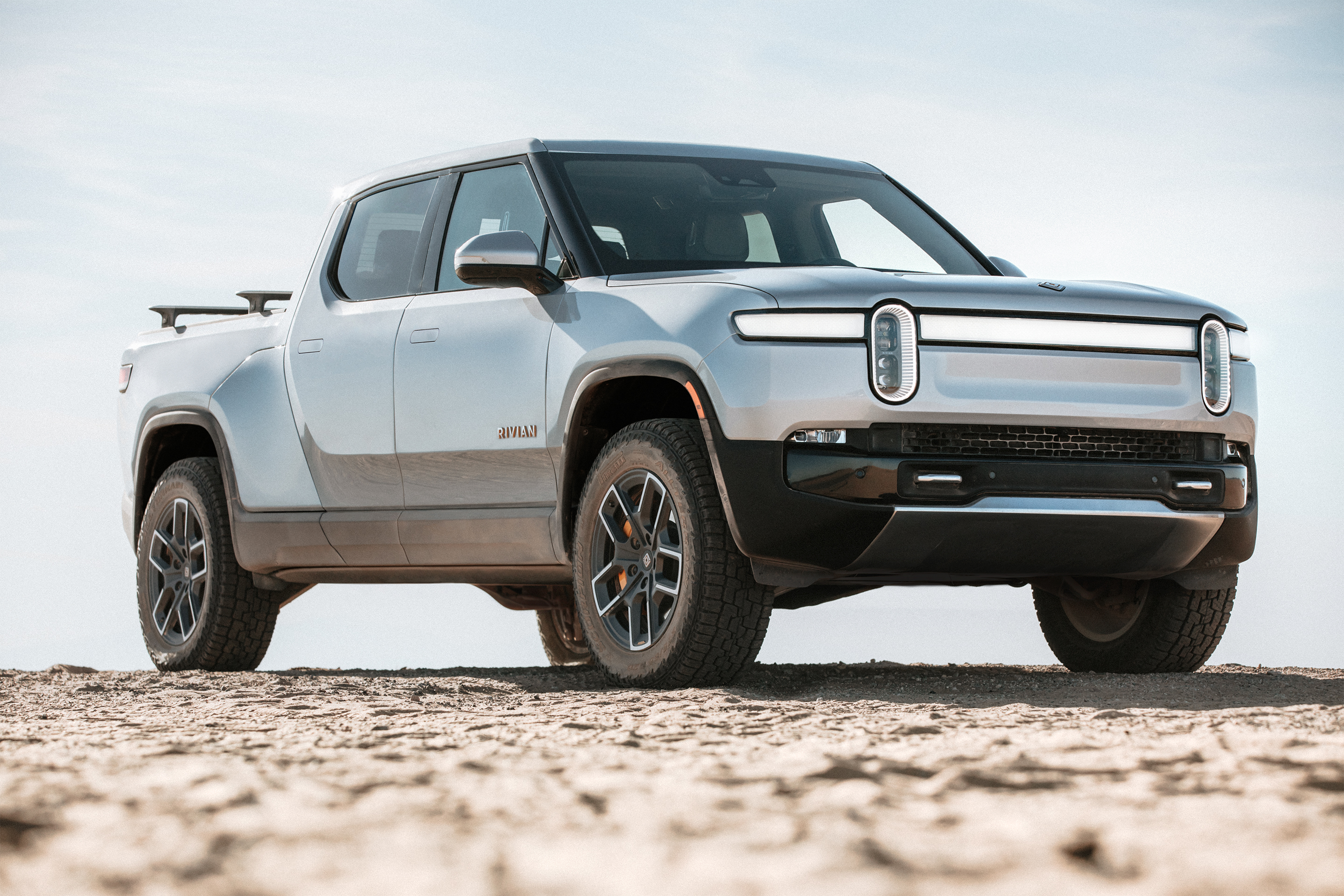
R1T。2021年。

充電式の電動ピックアップトラック「R1T」は、2021年に生産を開始した、リヴィアン社の市販車第1弾。『Motor Trend』誌から2022年の「Truck of the Year」に選ばれた。伝統的にピックアップトラックは北米で最もよく売れる人気車種であり、リヴィアン社はそこに目をつけてEV市場で勝負に出た。リヴィアン社のトラックは「ラグジュアリートラック」をコンセプトとしている。高級クラスのピックアップトラックは米国の富裕層のステータスである。
5人乗り。754馬力（メーカー発表）。航続距離は搭載バッテリーごとに370km（105kWhバッテリー）、480km（135kWhバッテリー）、640km（180kWhバッテリー）。フロントフードを開けるとトランクになっている。
オプションでキャンプキッチンを搭載することができ、アメリカ人にって極めて重要な国民的料理バーベキューができる2口IHコンロが付いている。純正パーツとしてルーフトップテントも用意されている。

### R1S

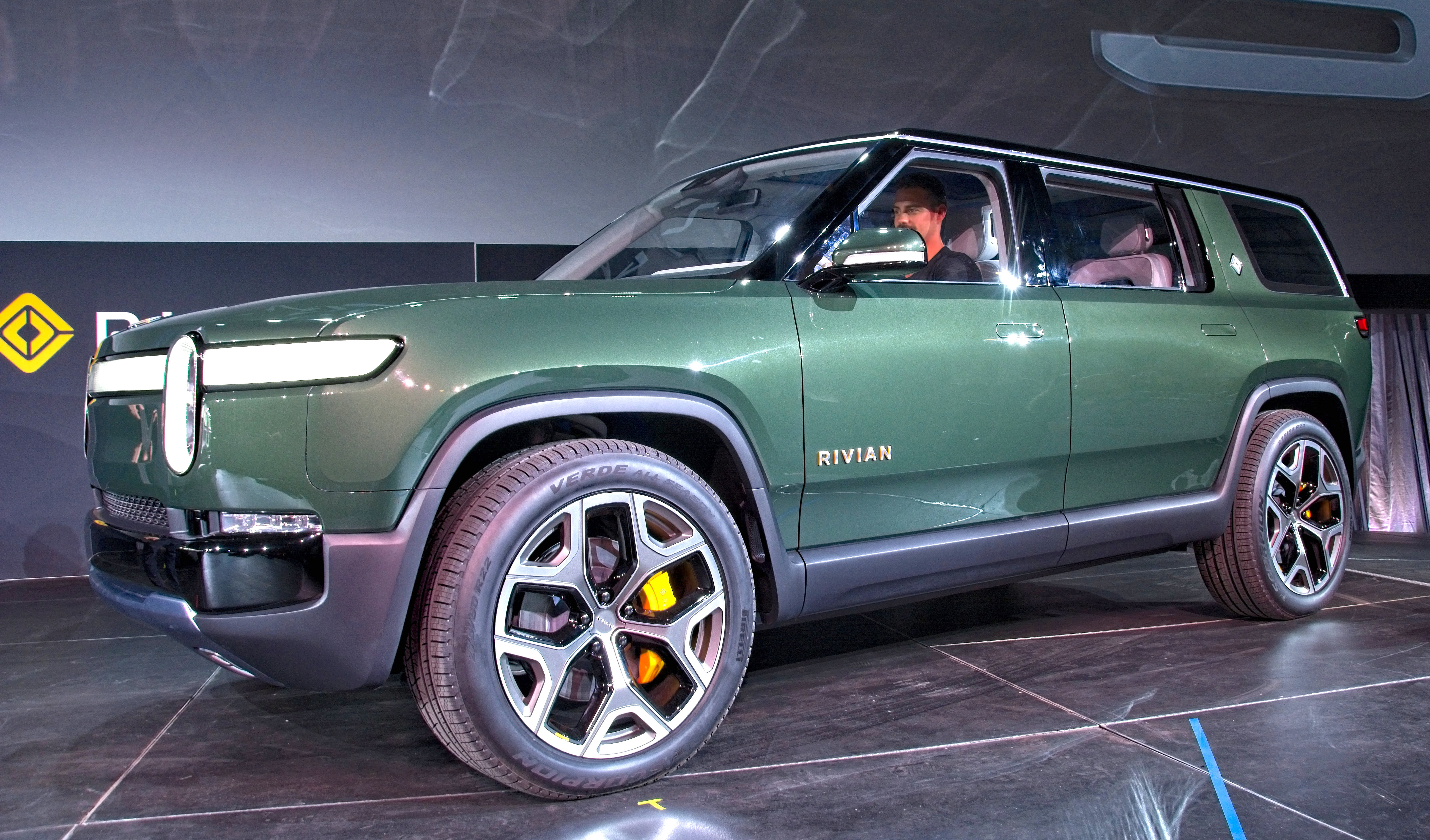
ロサンゼルスオートショーで披露されたR1S。2018年。

「R1S」は、充電式の電動SUV。市販車第2弾。広大な米国で荷物を積み込んで移動するために適したピックアップトラックの派生として、SUVも人気が高い。2020年11月、R1Tと共に予約注文を開始した。
7人乗り。754馬力（メーカー発表）。航続距離は搭載バッテリーごとに390km（105kWhバッテリー）、500km（135kWhバッテリー）、660km（180kWhバッテリー）。フロント、リヤ共に広い収納スペースがある。
キャンプキッチンがオプションで搭載できる。

### Amazon配達用バン
2019年2月、リヴィアン社はAmazonと商業協定を締結した。同年9月、Amazonは10万台の配達用バン（充電式EV）を発注済みである。2021年2月3日、Amazonバンはロサンゼルスで最初に配達業務を開始した。
リヴィアン社とAmazonはクラウドコンピューティングの分野においても関係を強化している。クルマにAmazon Alexaを搭載し、エアコンやトランクを操作させる計画もある。

## EV充電
2021年3月に発表されたリヴィアン社の計画によると、公衆EV充電は2023年までにアメリカ合衆国からカナダにかけて充電ネットワークを敷設する予定である。テスラ社同様、急速充電器と低速充電器を用意し、家庭用充電器の販売も行う計画である。3500基の直流電源（DC）急速充電器からなる600箇所のリヴィアン専用アドベンチャーネットワークの敷設を目標としている。
リヴィアン社は、小売店、宿泊・飲食施設、公園など出掛け先に「Rivian Waypoints」と名付けられた充電器10000基を計画している。2021年9月、最初の「Waypoint」充電器がユタ州モアブ近郊に設置された。